# Жеребутское озеро
Жеребутское озеро — расположено в Лужском районе Ленинградской области, в 9 км восточнее города Луга. Водоём имеет длину порядка 2,1 км, а ширину до 800 м.
Площадь поверхности — 1 км². Площадь водосборного бассейна — 15 км².
Наибольшая глубина озера достигает около 11 метров.

## Происхождение названия
Жеребуд и Жеребутское озеро впервые упоминаются в переписной книге Водской пятины как Жиробуд над озером Жиробуд. По предположению исследователей здесь наблюдается совмещение двух корней: жир в смысле «имущество» или «богатство»; по В. И. Далю – жир, жировище – «пойма, займище, заливаемое полой водой» «место, где рыба жирует», «болотное, сырое место на земле»; что же касается буд или буда, то в разных областях России и Белоруссии насчитывается сотни названий населённых пунктов, производных от буда. Как правило, это небольшие села, возникшие вдали от старинных путей и местечек, в редконаселенной, чаще лесистой местности.
Традиционно названия гидронимов рассматриваются как первичные по отношению к ойконимам. Ряд исследователей предполагают, что здесь произошёл случай обратной топонимической метанимии. При этом, не исключён вариант и отыменного образования топонимов от древнерусского имени Жиробуд.

## Физико-географическая характеристика
Предполагается, что на месте Жеребутского озера и примыкающих к нему торфяников, ранее существовал широкий водный разлив, который питал водные потоки, стекающие по направлению к реке Луге. Поэтому озеро Жеребутское является реликтом широкого водного бассейна. Водный режим озера Жеребутского и прилегающих к нему болот не оставался постоянным, в связи с чем по долинам, сформировавшимся в период стаивания ледника, возобновлялись временные потоки.
Южный берег озера низкий и заболоченный, заросший низкорослой березой и сосной. Северный берег озера достаточно высокий, покрытый редколесьем. Дно здесь песчано-галечное, встречаются отдельные валуны.
С юго-восточной части к Жеребутскому озеру примыкает большое Ясковицкое болото.
В озере обитают щука, лещ, окунь, плотва и карась.

## Хозяйственное освоение
На берегу озера находится одноимённая деревня Жеребуд. Озеро используется в рекреационных целях, развита любительская рыбная ловля.